# Пресняков, Александр Александрович
Александр Александрович Пресняков (род. 10.10.1921, Астрахань) — советский металлург-ученый, доктор технических наук (1961), профессор (1963), лауреат Государственной премии СССР.

## Биография
Окончил Московский институт цветных металлов и золота (1945). Работал на Артемьевском заводе (Украинская ССР, Донецкая область) в 1945—1946 гг., на заводе по обработке цветных металлов в Орске (1946—1955). 
Работал в 1955—1977 гг. заведующим лабораторией, заместителем директора, заведующим лабораторией Института органического катализа и электрохимии, в Институте ядерной физики Академии Наук Казахской ССР, с 1982 года работал в КазНТУ.
Основные научные труды касаются обработки металлов давлением, физико-химического анализа металлов, исследования физики металлов, получения меди.
Лауреат Государственной премии СССР (1970).

## Произведения
- Сверхпластичность металлов и сплавов, А., 1969
- Свойство и строение электронных фаз, А., 1974
- Локализация пластической деформации, А., 1983.[1][2]